# Monumento all'Aviatore
Monumento all'Aviatore: Amedeo di Savoia duca d'Aosta è un monumento commemorativo in onore del principe Amedeo all'aeroporto di Gorizia.
Viene inaugurato il 4 novembre 1962 dal presidente della Repubblica Antonio Segni, per iniziativa dell'aeroclub locale e con la partecipazione dell'Associazione arma aeronautica e dell'Aeronautica Militare. Il monumento è composto da 10 cippi rievocanti le tappe più significative delle imprese militari di Amedeo (Amba Alagi, Bir Tegrift, Cencio, Cufra, Ermada, Monte Santo di Gorizia, Nairobi, Sabotino, Sei Busi, Vittorio Veneto), sopra i quali si eleva una statua in marmo travertino alta 5 metri che raffigura il Duca in divisa da aviatore con il viso rivolto verso l'Africa.
Sul basamento vi è la scritta AMEDEO DI SAVOIA DUCA D'AOSTA – GENERALE D'ARMATA AEREA MEDAGLIA D'ORO AL VALOR MILITARE.